# Kuduro
Kuduro (ook wel kuduru genoemd) is een energieke en dansbare muziekstijl die oorspronkelijk ontstaan is in Angola in de jaren 80 van de 20e eeuw. Kuduro werd later populair in Portugal.